# Cadaval
Cadaval – miejscowość w Portugalii, leżąca w dystrykcie Lisboa, w regionie Centrum, w podregionie Oeste. Miejscowość jest siedzibą gminy o tej samej nazwie.

## Demografia
| Liczba ludności gminy Cadaval (1801–2011) | Liczba ludności gminy Cadaval (1801–2011) | Liczba ludności gminy Cadaval (1801–2011) | Liczba ludności gminy Cadaval (1801–2011) | Liczba ludności gminy Cadaval (1801–2011) | Liczba ludności gminy Cadaval (1801–2011) | Liczba ludności gminy Cadaval (1801–2011) | Liczba ludności gminy Cadaval (1801–2011) | Liczba ludności gminy Cadaval (1801–2011) | Liczba ludności gminy Cadaval (1801–2011) |
| ----------------------------------------- | ----------------------------------------- | ----------------------------------------- | ----------------------------------------- | ----------------------------------------- | ----------------------------------------- | ----------------------------------------- | ----------------------------------------- | ----------------------------------------- | ----------------------------------------- |
| 1801                                      | 1849                                      | 1900                                      | 1930                                      | 1960                                      | 1981                                      | 1991                                      | 2001                                      | 2004                                      | 2011                                      |
| 4 001                                     | 6 388                                     | 10 731                                    | 14 728                                    | 17 287                                    | 14 474                                    | 13 516                                    | 13 943                                    | 14 385                                    | 14 228                                    |

## Sołectwa
Sołectwa gminy Cadaval (ludność wg stanu na 2011 r.)
- Alguber – 957 osób
- Cadaval – 3113 osób
- Cercal – 560 osób
- Figueiros – 690 osób
- Lamas – 3072 osoby
- Painho – 1320 osób
- Peral – 905 osób
- Pêro Moniz – 639 osób
- Vermelha – 1288 osób
- Vilar – 1684 osoby